# Миклавж-на-Дравськем Полю (община)
Община Миклавж-на-Дравськем Полю (словен. Občina Miklavž na Dravskem polju) — одна з общин Словенії. Адміністративним центром є місто Миклавж-на-Дравськем Полю.
Найважливіші галузі промисловості це транспорт та зв'язок, торгівля, ремонт автомобілів, громадське харчування та будівництво.

## Населення
У 2011 році в общині проживало 6279 осіб, 3103 чоловіків і 3176 жінок. Чисельність економічно активного населення (за місцем проживання), 2457 осіб. Середня щомісячна чиста заробітна плата одного працівника (EUR), 868,49 (в середньому по Словенії 987.39). Приблизно кожен другий житель у громаді має автомобіль (54 автомобілі на 100 жителів). Середній вік жителів склав 42,7 роки (в середньому по Словенії 41.8). 